# Claus Nørgaard
Claus Nørgaard (* 17. Dezember 1979) ist ein dänischer Fußballtrainer. Seit 2017 trainiert er den Erstligisten SønderjyskE.

## Karriere
Nørgaard begann seine Trainerkarriere bei der U-15 von Herning Fremad. Von 2006 bis 2009 war er Jugendtrainer bei Vejle BK und von 2009 bis 2012 Talenttrainer beim dänischen Fußballverband. Später wurde Nørgaard Cheftrainer bei IK Skovbakken und der U-19 von Vejle BK, ehe er zum Co-Trainer von dessen erster Mannschaft befördert wurde.
Ab 2013 war er Co-Trainer bei Brøndby IF und qualifizierte sich bis 2016 mit dem Team zweimal für die Teilnahme an der Qualifikation zur UEFA Europa League, in der Brøndby IF jeweils ausschied. Im Sommer 2016 verließ Nørgaard nach dem Erreichen des vierten Tabellenplatzes den Verein und wurde Cheftrainer der dänischen U-16- und U-18-Nationalmannschaft sowie der U-20-Auswahl.
Am 5. Januar 2017 wurde Nørgaard als neuer Trainer von SønderjyskE vorgestellt. Unter ihm erreichte SønderjyskE die Meisterrunde, in der als Tabellenletzter die Qualifikation für den internationalen Wettbewerb verpasst wurde.

## Sonstiges
Nørgaard ist ausgebildeter Lehrer und besitzt sämtliche Trainerlizenzen.